# Was bleibt (Akustik EP)
Was bleibt (Akustik EP) ist das zweite Extended Play (EP) der deutschen Singer-Songwriterin Madeline Juno.

## Entstehung und Artwork
Alle Stücke des Albums wurden gemeinsam von Madeline Juno und Oliver Som, in Zusammenarbeit mit wechselnden Koautoren geschrieben beziehungsweise komponiert. Lediglich das Stück Gib doch nach wurde von beiden alleine verfasst. Die meisten Titel entstanden in Zusammenarbeit mit dem britischen Singer-Songwriter Joseph Cass, der an drei Titeln mitwirkte. Des Weiteren stellen die Komponisten beziehungsweise Liedtexter Fabrice Noel und Rainer Rütsch jeweils eine Autorenbeteiligung. Die Abmischung und Produktion erfolgte eigens unter der Leitung von Som. Für die Instrumentierung an der Gitarre wurde ebenfalls Cass engagiert. Bei Cass und Som handelt es sich um alte Weggefährten von Juno. Cass steuert bereits zwei Titel für Junos Vorgänger DNA bei und spielte im Vorprogramm von Junos DNA Tour. Som schreibt und produziert bereits Titel seit der Veröffentlichung der Waldbrand EP.
Zur Was bleibt (Akustik EP) existieren zwei verschiedene Frontcover. Auf dem Cover zur digitalen Version des Albums ist Juno zu sehen. Sie trägt eine orangefarbene Jacke und steht hinter einem Tisch, auf dem sie sich nach vorne übergebeugt und mit ihren Armen nach oben abstützt. Die Fotografie stammt vom Berliner Fotografen Danny Jungslund. Das Photoshooting fand am 19. März 2019 statt, präsentiert wurde das Cover erstmals am 4. April 2019. Es handelt sich hierbei um das gleiche Coverbild wie zu Was bleibt. Das Frontcover der CD ist beige-orange gehaltenen und beinhaltet lediglich den Albumtitel sowie den Künstlernamen, zentriert in weißer Schrift.

## Veröffentlichung und Promotion
Die Erstveröffentlichung der Was bleibt (Akustik EP) erfolgte zeitgleich mit Junos viertem Studioalbum Was bleibt am 6. September 2019 durch Embassy of Music. Der Vertrieb erfolgte durch Warner Music. Alle Lieder des Albums wurden durch BMG Rights Management und Universal Music Publishing verlegt, drei Titel wurden durch Sentric Music Publishing und jeweils ein Titel durch Budde Music sowie Warner/Chappell Music verlegt. Das Extended Play besteht aus fünf neuen Akustikaufnahmen und ist als CD, Download und Streaming erhältlich, wobei die CD nur in Verbindung mit der Was bleibt (Fanbox) erhältlich ist; digital ist die EP separat zu erwerben.
Die Promophase für das Extended Play begann Anfang 2019, als Juno erstmals während ihrer Acoustic Tour (14. Februar 2019 bis 18. Februar 2019) mit Vor dir und Was bleibt zwei neue Titel aus der EP präsentierte. Am 12. April 2019 und 31. Mai 2019 folgten mit Gib doch nach beziehungsweise Automatisch zwei weitere Veröffentlichungen, die als Singles – in ihrer Albumversion von Was bleibt – ausgekoppelt wurden. Mit der Veröffentlichung von Gib doch nach startete zeitgleich der Vorverkauf für das Album Was bleibt beziehungsweise die Was bleibt (Fanbox). Um das Album und die EP im Vorfeld seiner Veröffentlichung weiter zu bewerben, veröffentlichte Juno am 30. August 2019 auf ihrem YouTube-Kanal ein Unboxing-Video, in dem sie die Was bleibt (Fanbox) vorstellte.
Sup3rsonic Sessions
Im Vorfeld der Veröffentlichung der Was bleibt (Akustik EP) nahm Juno bei einer „Sup3rsonic Session“ teil. Hierbei präsentierte Juno die Lieder Automatisch und Was bleibt in akustischer Form, die Bildaufnahmen erfolgten in schwarz-weiß. Am 27. Juni 2019 folgte zuerst die Veröffentlichung des Videos zu Automatisch. Einen Tag vor der EP-Veröffentlichung veröffentlichten Juno und Sup3rsonic das Video zu Was bleibt. Die Aufnahmen erfolgten in den Berliner Sup3rsonic Studios. Die Abmischung und Produktion erfolgte durch Som, an der Gitarre ist Cass zu hören. Die Videoaufnahme entstand unter der Mithilfe von Marcel Riedel (Kameramann), Lisa Gütschow (Kamerafrau) und Henrik Zießnitz (Kameraassistent) sowie von Juno (Farbkorrektur und Schnitt) selbst.

## Inhalt
Alle Liedtexte der EP sind größtenteils in deutscher Sprache verfasst und stammen von Madeline Juno, die die Stücke zusammen mit wechselnden Koautoren schrieb. Das Lied Geliehen endet mit einem dreizeiligen englischsprachigen Outro. Musikalisch bewegen sich die Lieder im Bereich der Popmusik. Inhaltlich befasst sich das Extended Play hauptsächlich mit der Liebe, aber auch mit Themen wie Depressionen oder Verlustängsten.
| # | Titel         | Autor(en)                                              | Produzent(en) | Länge |
| - | ------------- | ------------------------------------------------------ | ------------- | ----- |
| 1 | Gib doch nach | Madeline Juno, Oliver Som                              | Oliver Som    | 3:33  |
| 2 | Automatisch   | Madeline Juno, Fabrice Noel, Rainer Rütsch, Oliver Som | Oliver Som    | 3:16  |
| 3 | Geliehen      | Joseph Cass, Madeline Juno, Oliver Som                 | Oliver Som    | 3:10  |
| 4 | Vor dir       | Joseph Cass, Madeline Juno, Oliver Som                 | Oliver Som    | 3:17  |
| 5 | Was bleibt    | Joseph Cass, Madeline Juno, Oliver Som                 | Oliver Som    | 3:31  |

## Singleauskopplungen
Gib doch nach
Am 12. April 2019 erschien mit Gib doch nach die erste Singleauskopplung der EP als Einzeltrack zum Download und Streaming. Das Lied handele von Verlustangst und erzähle keine spezifische Geschichte, sondern porträtiert eher wie sich Panikattacken, in denen man irrational handelt und denkt, anfühlen. Zeitgleich mit der Single feierte auch das dazugehörige Musikvideo seine Premiere auf YouTube. Zu sehen ist Juno, die das Lied an verschiedenen Schauplätzen singt. In einigen Szenen sieht man Juno auch zusammen mit einer Frau und einem Mann, mal wie sie sich nahe stehen, mal wie sie auf Abstand gehen. Die Gesamtlänge des Videos beträgt 3:34 Minuten. Regie führte Arrigo Reuss. Die Dreharbeiten erfolgten am 8. April 2019 in Berlin.
Automatisch
Mit Automatisch erschien am 31. Mai 2019 die zweite Singleauskopplung aus Was bleibt. Die Single erschien auch als Einzeltrack. Rund einen Monat später erschien mit Automatisch (Helmo Remix) eine Neuauflage als Einzeltrack am 5. Juli 2019. Inhaltlich sei das Lied ein Stück mit „doppelten Boden“. Es gehe nicht wie oftmals vermutet um eine Liebesbeziehung, sondern um Junos Depressionen. Sie wollte mit Automatisch ein Lied schreiben, zu dem man tanzen möchte, ein neues Genre ankratzen und in ihrer Muttersprache etwas ausprobieren was sie sich persönlich vorher noch nicht getraut habe. Sie wollte, dass das Lied eine Tiefe hat, die man genauso gut auch ignorieren könne. Das Stück sei von Anfang bis Ende wie eine Konversation aufgebaut, mal mehr Vorwurf, ein anders mal mehr Monolog oder Einsicht. Die Personifikation beziehe sich auf die „pechschwärzeste“ aller Ecken ihrer Gedanken. Depressionen kämen und gingen wie sie wollen und hätten einen so im Griff, dass sein „normales“ ich in all der Vertrautheit, in all der Gewohnheit in eine solche „Hass-Liebe“ zu dieser anderen Version von einem stehe. Ursprünglich schrieb Juno das Lied für einen anderen Künstler, dessen Ursprung tatsächlich ein Liebeslied gewesen sei. Es sei ein „relativ simples“ Lied gewesen, in dem es darum gegangen sei, das ein Junge auf ein Mädchen trifft, die „Anziehung“ automatisch sei und es automatisch käme, das sie sich mögen. Nachdem Juno das Lied schrieb, habe es zunächst noch ein Jahr in der Schublade gelegen, weil der Künstler noch in der Schreibphase gewesen sei und noch nichts veröffentlicht habe. Juno selbst fand das Stück „produktionell“ und „soundtechnisch“ noch immer spannend, sodass sie sich nochmal vergewissern wollte, ob der eigentliche Interpret das Stück wirklich aufnehmen wolle, weil sie textlich eine neue Idee hierzu habe. Daraufhin schrieb sie den Text neu und nahm das Lied selbst auf. Zwei Tage nach der Singleveröffentlichung feierte das dazugehörige Musikvideo seine Premiere auf YouTube. Zu sehen ist Juno, die in einem hautfarbenen Ganzkörperanzug bekleidet durch einen Raum tanzt und das Lied singt. Inmitten des Raumes befindet sich eine Anhäufung von Fernsehern. Im ganzen Raum verteilt stehen schwarz gekleidete Statisten, die sich nicht bewegen. Bei den Statisten handelte es sich um 15 Fans die eingeladen wurden. Die Gesamtlänge des Videos beträgt 3:03 Minuten. Regie führte wie bei Gib doch nach Arrigo Reuss. Die Dreharbeiten erfolgten am 25. Mai 2019.

## Was bleibt Tour

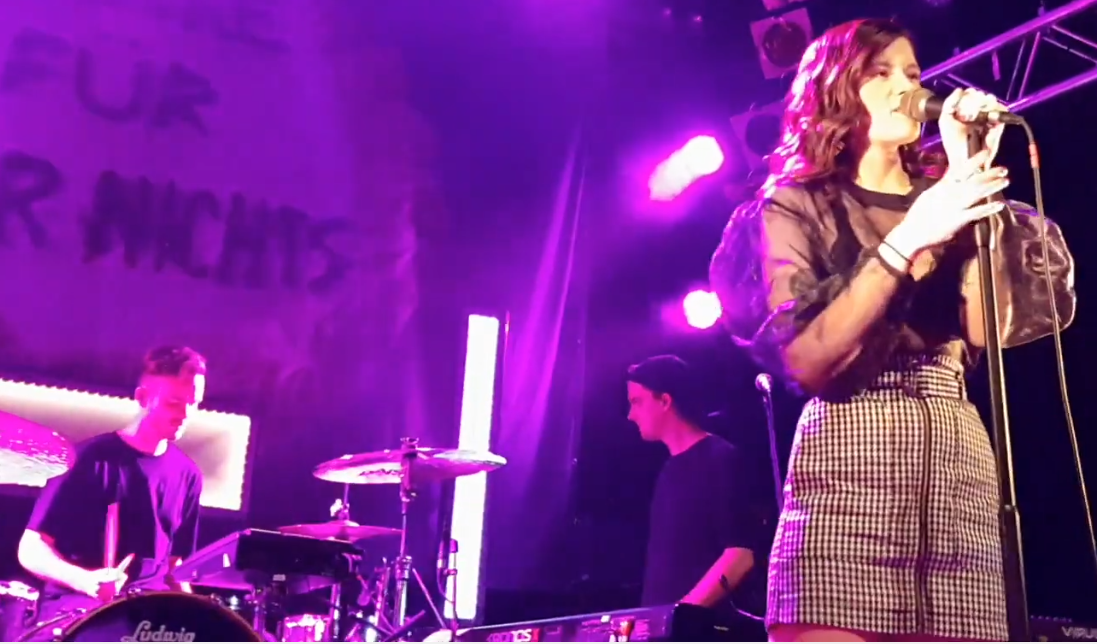
Juno mit Band in Hamburg.

Zwischen dem 23. Oktober 2019 und dem 7. November 2019 ging Juno mit ihrer Stammband – bestehend aus Bender, Henzl und Scheufler – auf ihre Was bleibt Tour. Die Tour führte sie durch 13 deutsche Städte. In neun von 13 Klubs sowie in den drei Städten Frankenthal, Freiburg im Breisgau und Osnabrück gab Juno ihre ersten Konzerte. Bis Ende September waren die Konzerte in Berlin, Dortmund, Frankfurt am Main und Hannover ausverkauft. Das Konzert in Dresden sollte ursprünglich in der Groovestation stattfinden, wurde jedoch ins Kulturzentrum Scheune hochverlegt. Wie schon bei der Akustiktour spiele erneut die deutsch-irische Band Varley im Vorprogramm von neun Konzerten. Im Vorprogramm der restlichen vier Konzerte spielte der Schweizer Singer-Songwriter Damian Lynn. Während der Tour präsentierte Juno zusammen mit ihrer Begleitband 19 unterschiedliche Titel. Das Repertoire bestand hauptsächlich aus einem popmusikalischen Set, mit einigen Akustikdarbietungen inmitten der Konzerte. Die Setlist bestand zu mehr als der Hälfte aus Stücken des Präsentationsalbums Was bleibt. Aus Was bleibt spielte Juno mit Ausnahme des Titels Schwarz weiß alle Lieder.

## Mitwirkende
| Albumproduktion - Joseph Cass: Gitarre (Lieder: 1–5), Komponist (Lieder: 3–5), Liedtexter (Lieder: 3–5) - Madeline Juno: Gesang (Lieder: 1–5), Komponist (Lieder: 1–5), Liedtexter (Lieder: 1–5) - Fabrice Noel: Komponist (Lied 2), Liedtexter (Lied 2) - Rainer Rütsch: Komponist (Lied 2), Liedtexter (Lied 2) - Oliver Som: Abmischung (Lieder: 1–5), Komponist (Lieder: 1–5), Liedtexter (Lieder: 1–5), Musikproduzent (Lieder: 1–5) Artwork - Danny Jungslund: Fotograf (Cover) | Unternehmen - BMG Rights Management: Verlag (Lieder: 1–5) - Budde Music: Verlag (Lied 2) - Embassy of Music: Musiklabel (Lieder: 1–5) - Sentric Music Publishing: Verlag (Lieder: 3–5) - Universal Music Publishing: Verlag (Lieder: 1–5) - Warner Music Group: Vertrieb (Lieder: 1–5) - Warner/Chappell Music: Verlag (Lied 2) |

## Rezensionen
Katharina Bruckschwaiger vom deutschsprachigen E-Zine Plattentests.de vergab vier von möglichen zehn Punkten für das Studioalbum Was bleibt. Den Titelsong hob sie bei ihrer Rezension als einziges „Highlight“ hervor und beschrieb das Lied als „charmanten Popsong“ mit „tänzelnder“ Leadgitarre und liebevollem Falsett. Die Quintessenz aller Titel auf den Punkt zu bringen, sei gar nicht so einfach. Die Rezensentin versuche es dennoch im Reimstil der Künstlerin: „Es ist aus. Micky Maus. Du bist raus. Aus dem Haus. Welch ein Schmerz. In meinem Herz. Das ist kein Scherz. Nur ein bisschen Kommerz.“
Stefan Mertlik vom deutschsprachigen Online-Magazin laut.de vergab zwei von möglichen fünf Sternen für das Studioalbum Was bleibt. Juno singe über gestopfte Herzen, Pillen für den Schmerz und schlaflose Nächte. Anspruchsvoll soll all das trotzdem klingen. „Wenn wir kollidieren und du in mir zirkulierst“, wähle sie in Automatisch große Worte und richte sich damit an die Oberstufe mit Leistungskurs Deutsch. Die hätte vor drei Jahren vermutlich auch Zeilen wie diese in ihr Tagebuch geschrieben: „Was bringt mir Liebe, wenn sie keiner haben will?“ Nach einsamen Nächten mit dem Taschentuchverbrauch eines pubertierenden Internetnutzers klinge die Musik trotzdem nicht. Nach dem Hören des Albums bleibe inhaltlich und musikalisch nicht viel hängen. Das sei schade, weil Juno auch anders könne.

## Chartplatzierungen
Aufgrund der starken Ähnlichkeit zur Titelliste von Was bleibt werden die Verkaufszahlen des Extended Plays denen des Albums hinzuaddiert.